# Eagle (Wisconsin)
Eagle – wieś w Stanach Zjednoczonych, w stanie Wisconsin, w hrabstwie Waukesha.